# Andrzej Kluczek
Andrzej Edward Kluczek (ur. 13 października 1936 w Warszawie, zm. 11 lipca 2007 tamże) – polski żeglarz, wieloletni członek kadry narodowej.
Był synem Mariana i Heleny z domu Chrząszcz. Reprezentował Polskę w klasie Latający Holender jako załogant Tomasza Holca i Andrzeja Iwińskiego. Był rezerwowym zawodnikiem na Letnich Igrzyskach Olimpijskich w Monachium w 1972. Startował w barwach MKS SWOS nr 2 Warszawa.
Był z wykształcenia technikiem samochodowym, w 1955 ukończył Technikum Budowy Samochodów w Warszawie.

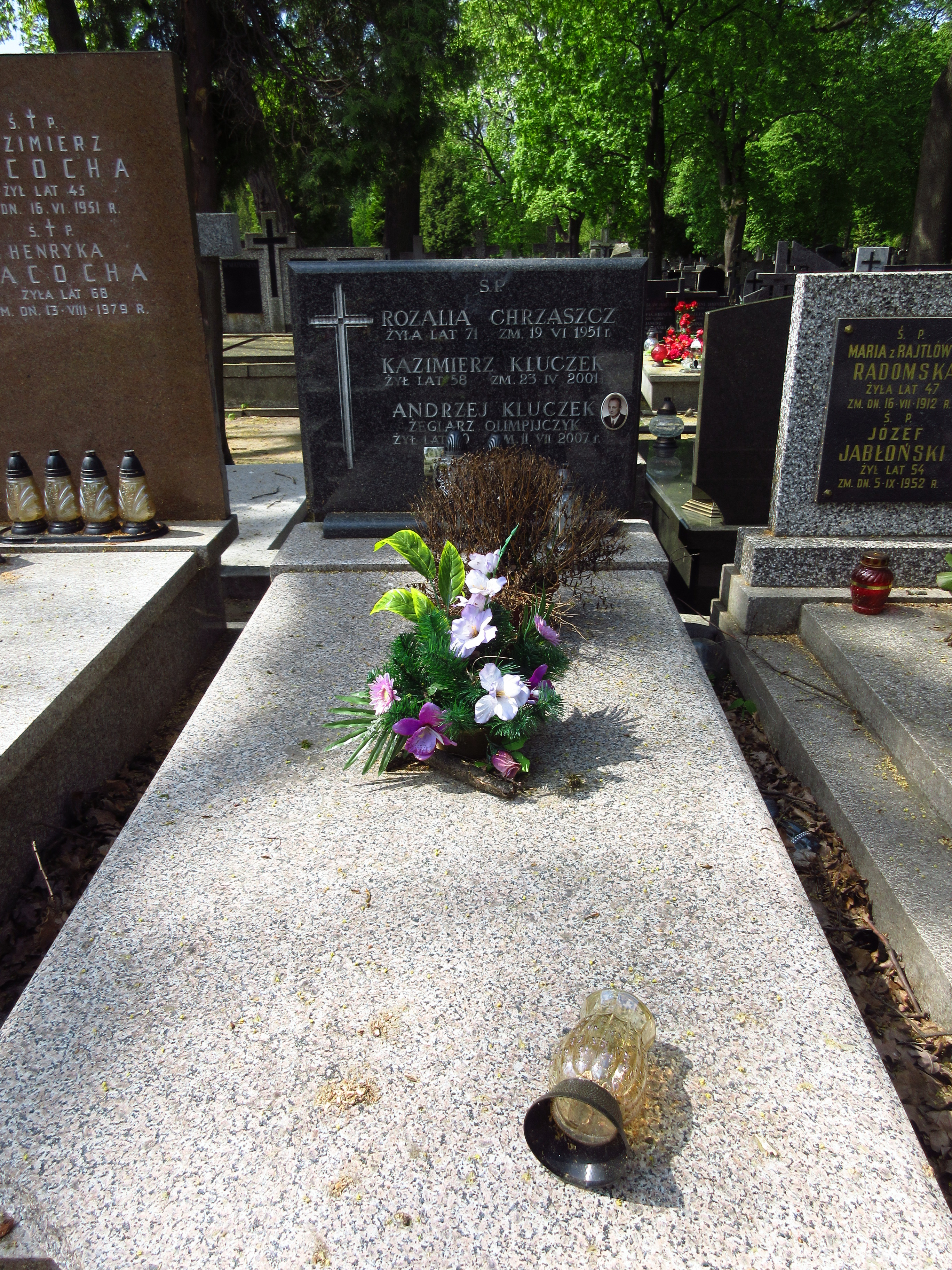
Grób Andrzeja Kluczka na Cmentarzu Bródnowskim.

Został pochowany na cmentarzu Bródnowskim (kwatera 61B-5-17). 

## Życie prywatne
Prywatnie mąż Jadwigi Borczan-Kluczek (ur. 1936-03-15, zm. 2022-06-23), z którą mieszkał od lat 60. XX wieku w budynku przy ul. Walecznych 5 na Saskiej Kępie w Warszawie. 
Jadwiga Borczan-Kluczek jest jedną z bohaterek dokumentu Pawła Łozińskiego pt. "Film balkonowy" (2022). Nazywana przez mieszkańców "Panią Jadzią" lub "Panią Jagódką", Jadwiga Kluczek była lubianą i barwną postacią Saskiej Kępy. Wśród jej sąsiadów i znajomych były takie postaci jak Agnieszka Osiecka czy małżeństwo aktorów Aleksandra i Marii Żabczyńskich.
Została pochowana obok swojego męża w grobie rodzinnym na cmentarzu Bródnowskim (kwatera 61B-5-17).